# Kerry Kittles
Kerry Kittles (* 12. Juni 1974 in Dayton, Ohio) ist ein ehemaliger US-amerikanischer Basketballspieler, der zwischen 1996 und 2005 in der National Basketball Association spielte.

## NBA
Kittles verließ die Villanova University nach vier Jahren, als Punktbester Akteur und Balldieb der Teamgeschichte.
Beim NBA-Draft 1996, wählten die New Jersey Nets Kittles an achter Stelle. Kittles erzielte in seinem ersten Jahr 16,4 Punkte, 3,9 Rebounds, 3,0 Assists und 1,9 Steals und wurde ins NBA All-Rookie Second Team berufen. Er blieb die nächsten Jahre ein verlässlicher Scorer für die Nets und erreichte mit diesen 2002 und 2003 das NBA-Finale, das man beide Male verlor. Die Saison 2000/01 setzte er aufgrund einer Knieverletzung aus. 2004 wurde er von den Nets zu den Los Angeles Clippers transferiert, wo er jedoch nur 11 Spiele bestritt.
In seiner achtjährigen Karriere erzielte Kittles 14,1 Punkte, 2,6 Assists und 1,6 Steals pro Spiel.
Nach seiner Karriere holte er den MBA an der Villanova University nach.